# Nennwertprinzip
Das Nennwertprinzip ist ein Grundsatz des schweizerischen Steuerrechts, nach welchem die Verrechnungssteuer und die Einkommensteuer bemessen werden. Es ist ein Unterprinzip der objektiven Ertragsbemessung, welche im Bereich des Privatvermögens zur Anwendung kommt.
Durch die Unternehmenssteuerreform II, welche vom Volk am 24. Februar 2008 in einem  fakultativen Referendum angenommen worden ist, ist das Nennwertprinzip durch das (modifizierte) Kapitaleinlageprinzip abgelöst worden.

## Allgemeines
Einkommen, welches aus der Rückzahlung von Nennwerten herrührt, unterliegt nicht der Besteuerung.

## Einkommensteuer
Das Nennwertprinzip ist im Bundesgesetz über die direkte Bundessteuer (DBG) nicht explizit verankert. Aus dem Umstand, dass Gratisaktien und ähnliche Einkünfte zum steuerbaren Einkommen gehören (Art. 20 Abs. 1 Lit. c DBG), muss jedoch geschlossen werden, dass der Gesetzgeber für die Einkommensbemessung vom Nennwertprinzip ausging. Ausserdem kann die Sicherungsfunktion der Verrechnungssteuer nur bedingt erfüllt werden, wenn das steuerbare Einkommen bei der Einkommensteuer anders berechnet wird als bei der Verrechnungssteuer.

### Anwendungsbereich
Das Nennwertprinzip findet nur auf Einkommen aus dem Privatvermögen Anwendung, Einkünfte aus Geschäftsvermögen werden nach dem Buchwertprinzip berechnet.

## Verrechnungssteuer
In der Verrechnungssteuerverordnung (VStV) wird das Nennwertprinzip ausdrücklich zur Berechnung des steuerbaren Ertrages herangezogen. (Art. 14 Abs. 1 VStV für Ertrag aus Kundenguthaben, Art. 20 VStV für Ertrage aus Anteilsrechten und Art. 20 Abs. 1 VStV für Ertrag aus Fondsanteilen)

## Kritik
In der Lehre wurde das Nennwertprinzip heftig kritisiert. Insbesondere der Umstand, dass bei der Gründung oder Kapitalerhöhung geleistete Aufgelder (Agio) bei der Rückzahlung besteuert wurden, erschien unbillig.
Dem wurde mit dem Unternehmenssteuerreformgesetz II vom 23. März 2007, welches seit dem 1. Januar 2011 in Kraft ist, Rechnung getragen. Rückzahlungen von Einlagen, Aufgelder und Zuschüssen, die von den Inhabern der Beteiligungsrechte nach dem 31. Dezember 1996 geleistet worden sind, werden gleich behandelt wie Rückzahlungen von Grund- oder Stammkapital und sind somit steuerfrei. 